# Huštýn
Huštýn je přírodní rezervace jižně od obce Mořkov v okrese Nový Jičín a stejnojmenný vrchol s nadmořskou výškou 749 m. Oblast spravuje AOPK ČR Správa CHKO Beskydy. Důvodem ochrany je cenný geomorfologický útvar a na něj navazující přirozený lesní porost s výskytem vzácných druhů. Prostor rezervace zahrnuje vrchol a část severního svahu stejnojmenné hory v Moravskoslezských Beskydech.

## Galerie

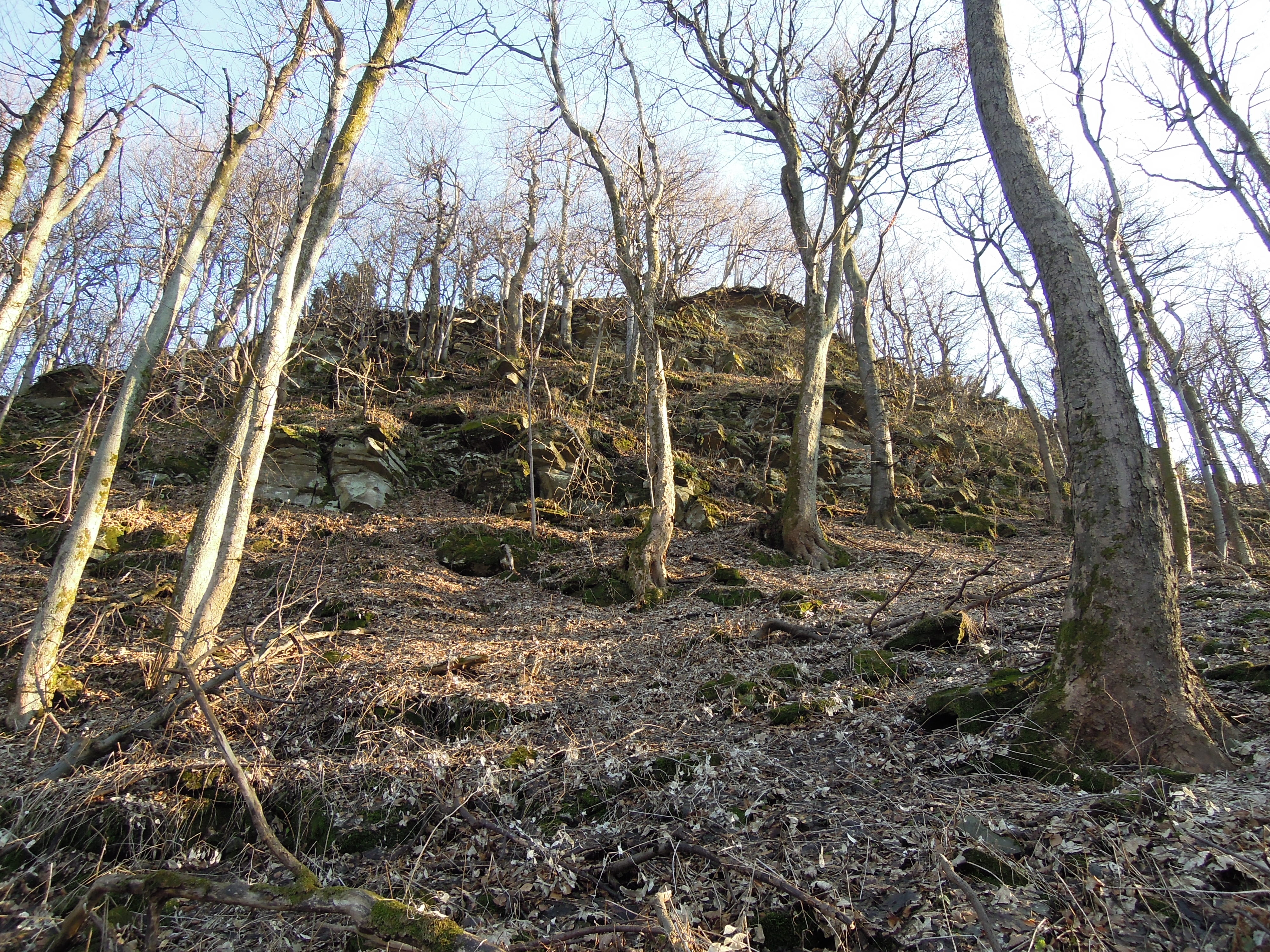
Geomorfologický útvar
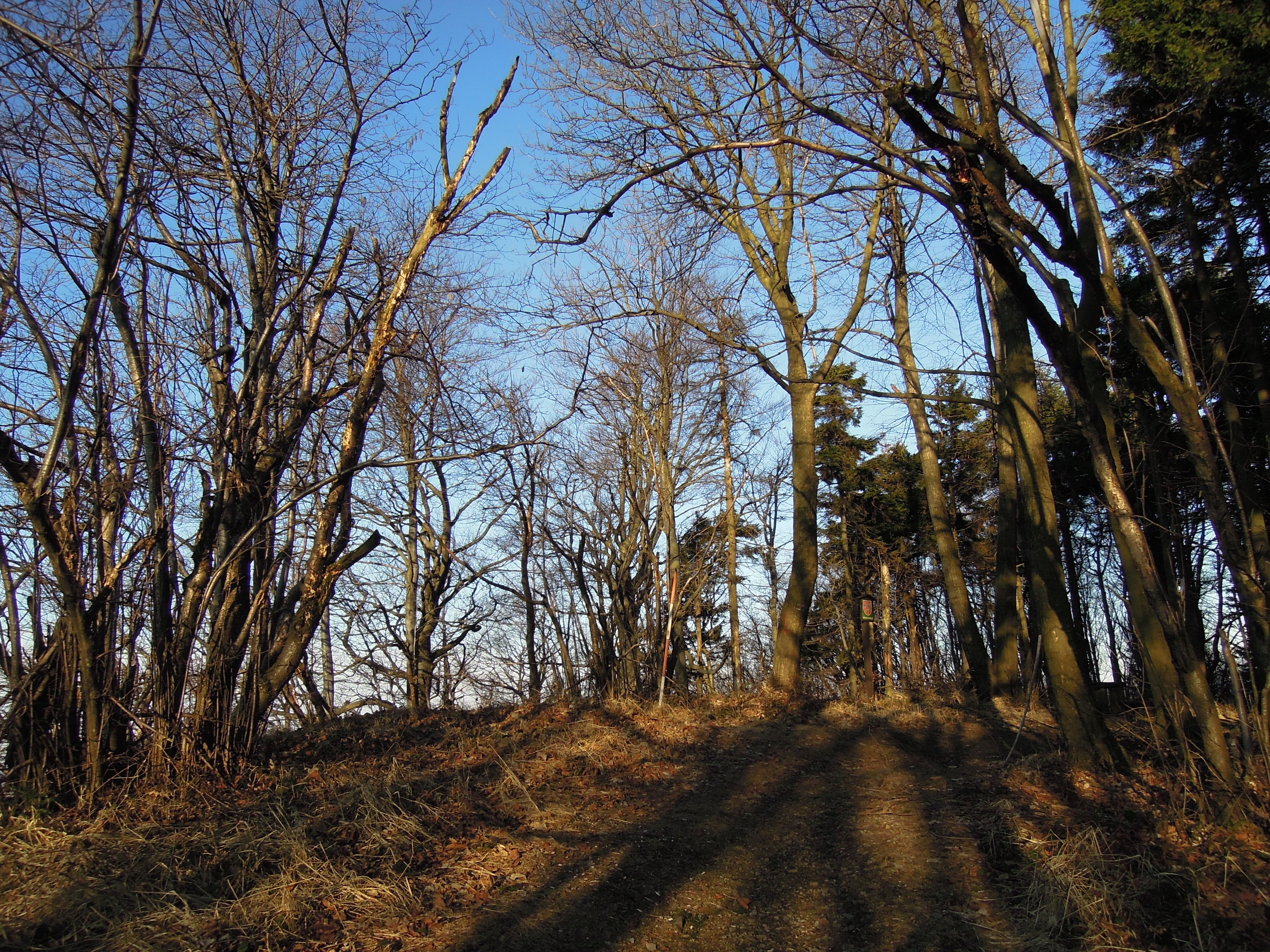
Chráněný lesní porost na Huštýně
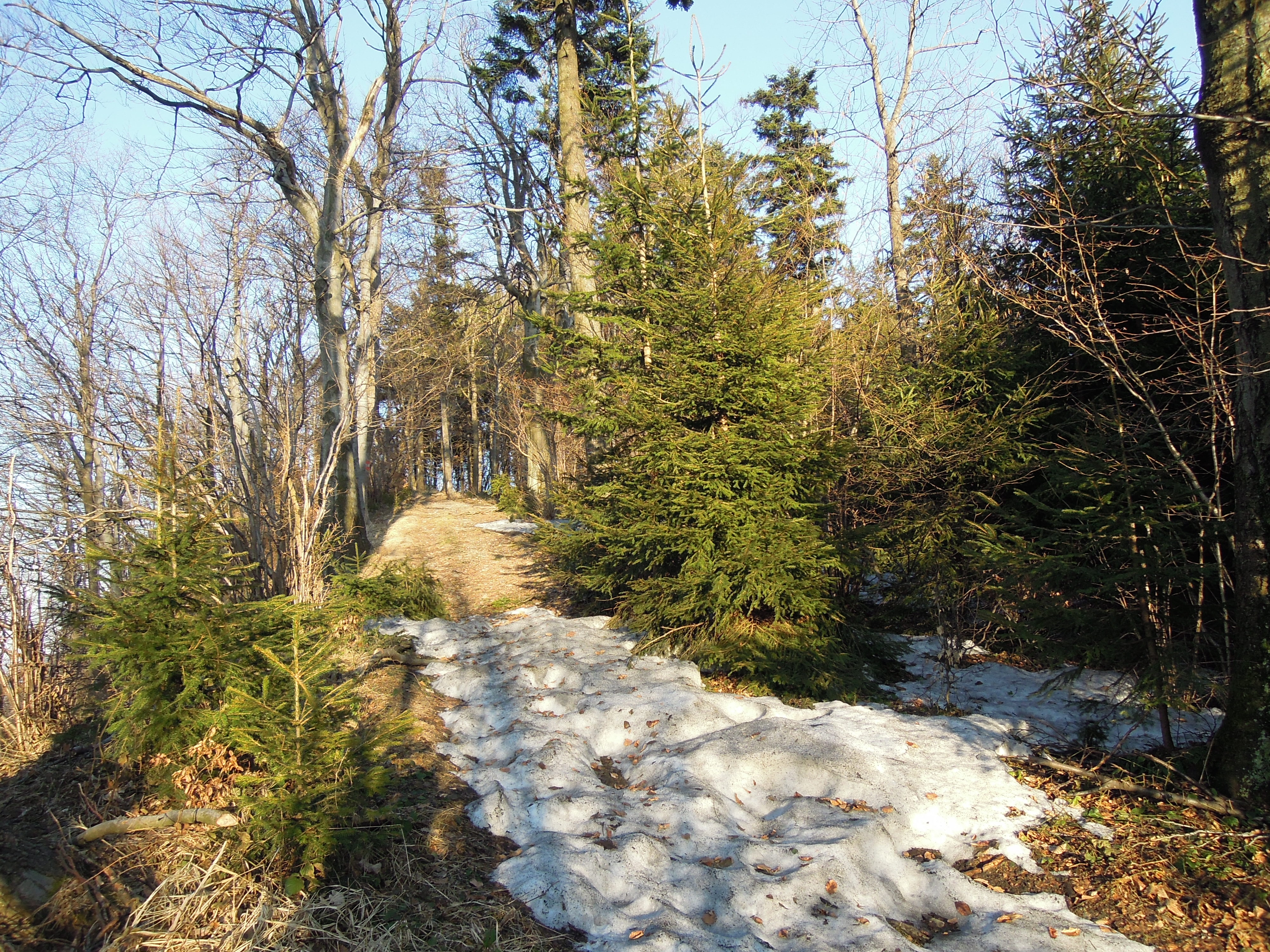
Lesní porost